# Русская Кара
Русская Кара (баш. Урыҫ Ҡара) — деревня в Аскинском районе Республики Башкортостан России. Входит в состав Казанчинского сельсовета.

## Географическое положение
Расстояние до:
- районного центра (Аскино): 45 км,
- центра сельсовета (Старые Казанчи): 10 км,
- ближайшей железнодорожной станции (Куеда): 88 км.

## Население
| 2002 | 2009 | 2010 |
| ---- | ---- | ---- |
| 6    | ↘4   | ↘3   |

### Национальный состав
Согласно переписи 2002 года, преобладающая национальность — русские (100 %).